# Ekonomika Arménie
Ekonomika Arménie je založena na zemědělství, těžbě minerálů, hydroenergetice, telekomunikacích a turismu. V posledních letech arménská ekonomika roste rychlým tempem, k čemuž přispívá růst ceny mědi, velká zásobiště surovin (molybden, zinek, měď, zlato), finanční podpora mezinárodních organizací a také členství v Euroasijském ekonomickém svazu (EAEU). Mezi nevýhody Arménské ekonomiky patří závislost na Rusku z hlediska exportu, geografická izolace, zvyšující se inflace, závislost na dovozu ropy a částečně i politická nestabilita.

## Historie
Ekonomika Arménie v dnešní podobě se začala formovat přibližně počátkem dvacátého století, kdy Arménie, jako součást carského Ruska cara Mikuláše II., byla místem těžby mědi a produkce koňaku. Rovněž uspěly pokusy s vysazením a pěstováním vína a čaje. Stejně jako pro zbytek Kavkazu, i pro Arménii bylo charakteristické pěstování horského žita, kterému prospívalo vhodné prostředí a podnebí, avšak překážkou se stala geografická členitost a hornatost Arménie, která dovolovala zemědělsky obdělávat přibližně jen 50 % arménského území. V publikacích z 20. a 30. let 20. století lze naalézt zmínky o Arménech v rámci obchodu, ve kterých jsou popisováni jako pokojný a obchodně zdatný národ, jehož příslušníky (obchodníky a kupce) lze nalézt nejen v mnoha zemích kavkazské oblasti, ale ve velkém počtu například v tehdejší Persii.
S nástupem sovětské nadvlády a integrací do SSSR přišla i industrializace Arménie a významný rozvoj školství. I když frontová linie Druhé světové války nikdy nedošla až k hranicím Arménie, bylo přes 600 000 Arménů odvedeno do Rudé armády a přibližně polovina jich v bojích padla, což pro tak malý národ představovalo citelnou ránu a pochopitelně ovlivnilo dostupnou pracovní sílu. V poválečném období pokračuje růst měst (především hlavního města Jerevanu) a rozvoj a industrializace Arménie, která díky tomu brzo přestala být výhradně rolnickou zemí a stala se během následujících let jednou z nejrozvinutějších a nejvzdělanějších sovětských republik. Od roku 1988, kdy začal (stále probíhající) spor o Náhorní Karabach, Ázerbájdžán a Turecko uzavřely své hranice s Arménií a rovněž na Arménii uvalily embargo a Arménie pochopitelně s těmito zeměmi neobchoduje.
Dnes arménské ekonomice dominuje především těžba surovin, energetika, zemědělství a produkce vyhlášených koňaků (například Ararat) a vín.

## Ekonomické sektory

### Zemědělství

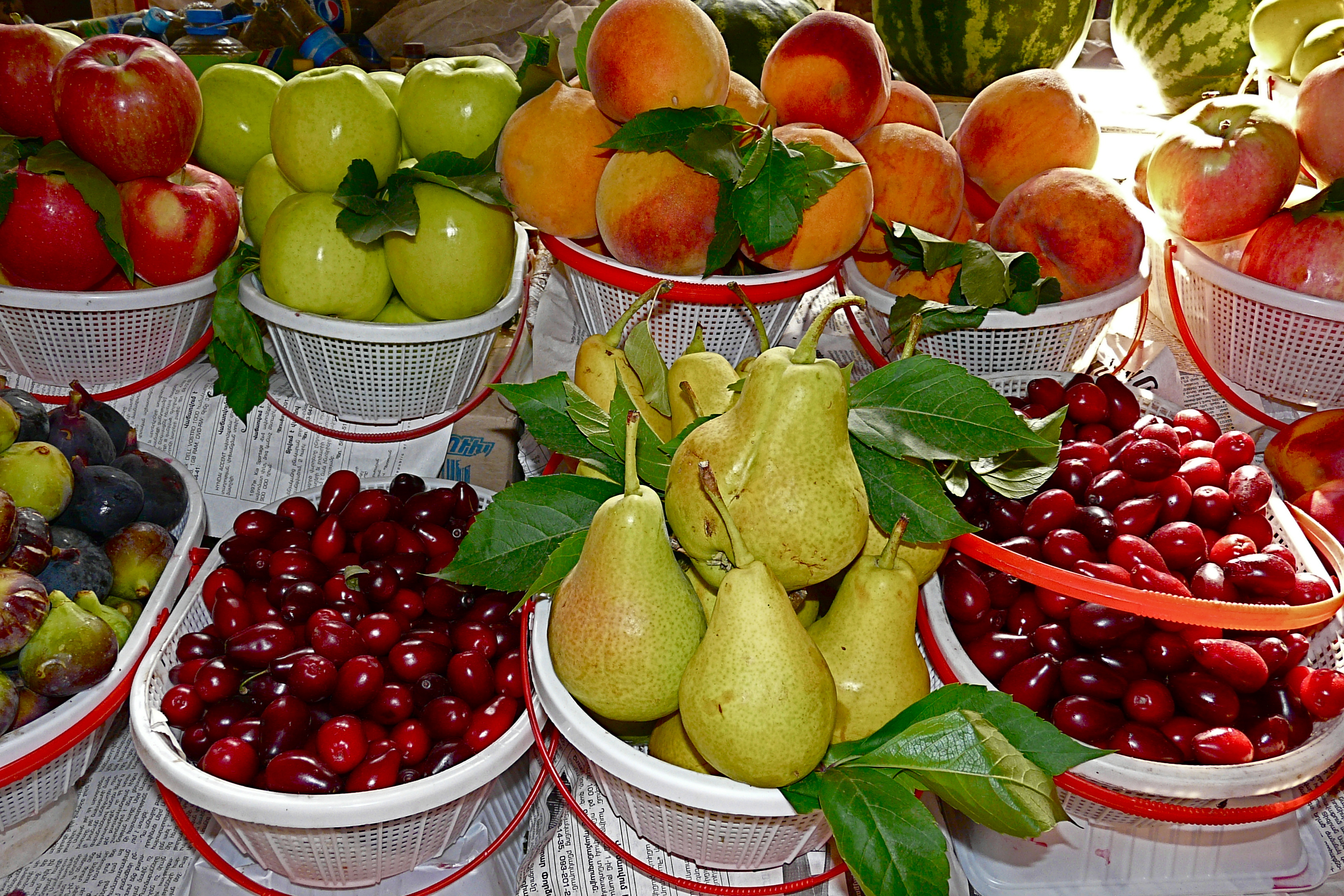
Dříny, fíky, hrušky, broskve a jablka na trhu v Jerevanu

Zemědělství v roce 2019 představovalo 11,99 % HDP Arménie, přičemž v roce 2012 představovalo 27,83 % HDP. Dochází k postupnému snižování významu Arménského zemědělství na úkor služeb. Z celkové rozlohy 28 470 km2 bylo v roce 2016 využíváno 58,9 % k zemědělským účelům. Arménie se stala první sovětskou republikou, která přijala zákony o privatizaci pozemků, které mezi rokem 1990 a 1991 přinesly 15 % růst v hrubém zemědělském výnosu. Na rozdíl od ostatních zemí SNS (Společenství Nezávislých Států) neutrpěla Arménie pokles v počtu farmářských strojů během privatizace a v roce 2006 disponovali arménští farmáři 14600 traktory a 1700 kombajny.
V roce 2020 podle Světové Banky pracovalo v zemědělství 28,89 % ze všech arménských pracovníků. Zemědělská výroba je orientovaná zejména na plodiny. Arménie pěstuje zejména brambory, pšenici, hroznové víno, rajčata, vodní melouny, ječmen a jablka. Mezi hlavní živočišné chovy v Arménii patří ovce, kozy a koně.

### Průmysl
V roce 2019 činil podíl průmyslu na arménském HDP 24,29 %. Výroba je nejdůležitější část arménského průmyslu, celkem se jedná o 61 % celkové produkce. Nejdůležitější části výroby jsou potravinářské výrobky (20 %), kovy (11 %), tabák (9 %) a alkohol (7 %).

#### Těžba
Těžební průmysl tvoří významnou část Arménské ekonomiky. Arménie je bohatá na železo, měď, molybden, olovo, zinek, zlato a stříbro. V roce 2016 těžební sektor tvořil 17,9 % celkové průmyslové produkce a od roku 2015 vzrostl o 8,3 %. V Arménii se nachází více než 670 dolů, včetně 30 dolů na kov. Kromě dolů na obecné kovy se v zemi nachází také 8 dolů na měď a molybden, 3 doly na měď, 13 zlatých a polymetalických dolů, 2 železné doly a 1 hliníkový důl. V zemi momentálně operuje 10 těžebních a metalurgických společností ze 27 registrovaných. Jsou koncentrovány především ve dvou provinciích, přičemž většina z nich se soustředí na těžbu a zpracování mědi, molybdenu nebo zlata.

#### Energetika
Arménie nemá žádné přírodní zásobárny zemního plynu a ropy, v současnosti dováží skoro veškerý plyn z Ruska. Import ropy a plynu pokrývá 75 % Arménské poptávky po energii. Současná energetická politika se soustředí na rozvoj domácích energetických zdrojů, především obnovitelných. Arménie disponuje jednou funkční jadernou elektrárnou u města Mecamor, přibližně 30 kilometrů západně od hlavního města Jerevanu. Během roku 2017 vyprodukovala 2411 milionů kWh, což představuje 32,54 % celé Arménské energetické produkce. V roce 2021 bude elektrárna z důvodu prací k prodloužení její životnosti na 140 dnů uzavřena.
V roce 2018 Arménská energetika využívala energii získanou ze zemního plynu (63,7 %), jaderných elektráren (16,9 %), ropy (9,6 %), vodních elektráren (6,2 %), biomasy (2,96 %), obnovitelných zdrojů (0,22 %) a uhlí (0,03 %).

### Služby
Služby v Arménii tvořily v roce 54,23 % HDP a byla v nich zaměstnána více než polovina Arménské pracovní síly. V současnosti jsou služby tahačem Arménské ekonomiky a každým rokem se zvyšuje jejich podíl na HDP.

#### Turismus
Turismus je jedním z nejrychleji se rozvíjejících sektorů ekonomiky. V roce 2017 tvořil turismus 15,7 % celkového HDP. Počet návštěvníků Arménie každým rokem roste, v roce 2019 zemi navštívilo 1,9 milionů turistů, což je o 14,7 % více než v roce 2018. Okolo 31 % turistů navštěvující zemi patří k tzv. arménské diaspoře, zbývajících 69 % turistů jsou cizinci. Nejčastějšími návštěvníky jsou Rusové, Íránci, Gruzíni a Američané. Téměř polovina turistů v Arménii se zajímá o kulturní turistiku (země má 4 památky na seznamu světového dědictví UNESCO), 19 % zajímají přírodní krásy Arménie, 16 % volnočasové aktivity, 13 % byznys a zdravotní turistika a 3 % navštěvují zemi za účelem dlouhodobé turistiky.

#### Maloobchod
Maloobchod v Arménii zažívá vysoký růst. Přispívají k tomu rostoucí příjmy a zlepšování životní úrovně. Maloobchod se přesouvá z malých a středně velkých obchodů do rozsáhlých obchodních center, včetně supermarketů. Maloobchod byl v roce 2019 největším přispěvatelem do objemu domácího obchodu (3,2 miliardy dolarů).
V současnosti v Jerevanu působí několik nákupních středisek a velkých obchodů se sortimentem potravin a spotřebního zboží. Supermarkety jsou nejčastěji navštěvovanými obchody využívanými pro koupi rychloobrátkového spotřebního zboží (FMCG) s 369,5 tisíci návštěvníky denně. Menší obchody mají zhruba o třetinu méně zákazníků.

#### Finanční služby
Bankovnictví tvoří největší část Arménského finančního trhu. Ke konci roku 2018 v Arménii existovalo 17 komerčních bank s 537 pobočkami, přičemž 241 sídlilo v Jerevanu. Celkový počet zaměstnanců v těchto bankách byl 11 773. Celkově bylo ve finančním sektoru v roce 2019 zaznamenáno 20,5 tisíce zaměstnanců.
Bankovní systém je v soukromém vlastnictví bez jakýchkoliv státem vlastněných akcií. Většina nesplacených půjček (92,4 %) byla poskytnuta obyvatelům Arménie, přičemž v 53 % případů se jednalo o společnosti (pouze 1,07 % z této částky bylo půjčeno státem vlastněným společnostem), v 39, 4 % případů o domácnosti a pouze malá část byla půjčena neziskovým organizacím a jiným finančním organizacím. Globalizace a konkurence přinutily banky přejít na nový obchodní model digitálního bankovnictví, který umožňuje jejím klientům uskutečňovat transakce za použití internetu a mobilních zařízení.

## Zahraniční obchod

### Export
Mezi hlavní vývozní artikly Arménie jakožto rozvojové země patří minerály (32,3 %), potraviny (24,8 %) a textilní výrobky (6,1 %). V posledních letech dochází k přeměně struktury arménského exportu a sílí role textilních výrobků jako exportního artiklu, kdežto tradiční export nerostných surovin oslabuje. Arménské firmy dodávají textilní výrobky mnoha evropským značkám, zejména těm z Itálie (Sartis nebo Versace) a Německa (Lebek, Kubler). Díky relativní zeměpisné blízkosti k Evropě je Arménie považována za jednoho z klíčových textilních dodavatelů na evropský trh. Se vstupem do Eurasijského ekonomického svazu Arménie také získala přístup k bezcelnímu obchodu na trzích Ruska, Kazachstánu, Kyrgyzstánu a Běloruska. Za nejperspektivnější skupiny artiklů pro arménský export jsou považovány průmyslové výrobky a spotřebitelské zboží.
V roce 2018 arménský export zaznamenal meziroční růst 7,8 % a MMF odhaduje, že v letech 2019 až 2024 poroste tempem 5 až 8 % ročně. Hlavními destinacemi pro arménský export jsou Rusko (24,1 %), Bulharsko (12,8 %), Švýcarsko (12 %), Gruzie (6,9 %), Německo (5,9 %) a jiné evropské země.

### Import
Během posledních pěti let arménský import klesal průměrným ročním tempem 1,2 %. Nejvýznamnějším importem je ropný plyn a rafinovaná ropa. Mezi další důležité artikly patří zemní plyn, obiloviny, elektronické stroje nebo auta. Pro arménskou ekonomiku jsou nejdůležitějšími importéry Rusko (26,5 %), Čína (10 %), Gruzie (5,5 %) a Německo (5,2 %).

### Přímé zahraniční investice
Příliv přímých zahraničních investic do Arménie v posledních letech stagnuje. Výjimku představují investice z ostrova Jersey (závislé území britské koruny), který je považován za daňový ráj, a kde má své sídlo nadnárodní korporace Lydian International zabývající se těžbou zlata. Mezi příčiny malého zájmu zahraničních investorů lze řadit značnou závislost arménského trhu na ekonomické situaci v Rusku a Německu, malý domácí trh, embargo Turecka a Ázerbájdžánu a nejnověji i eskalující konflikt mezi Arménií a Ázerbájdžánem.

### Zahraniční pomoc
Arménie je příjemcem americké zahraniční pomoci. V květnu 2019 došlo k podpisu dohody prodlužující již existující program americké pomoci a k navýšení finančních prostředků k podpoře kvality veřejné správy. Vedle toho se obě strany dohodly i na alokaci prostředků k podpoře rozvoje arménského soukromého sektoru. Tyto peníze mají být využity na podporu zemědělství, turismu a infrastruktury. Současná výše amerických grantů poskytnutých Arménii tak činí 81 milionu dolarů.
Významná je také zahraniční pomoc Evropské unie. Celková výše ročních grantů v roce 2019 činila 65 milionu eur. Tyto prostředky směřují zejména na rozvoj soukromého sektoru a vzdělávání.